# 河西太一郎
河西 太一郎（かわにし たいちろう、1895年3月18日 - 1986年8月26日）は、日本の経済学者。立教大学名誉教授、立教大学元経済学部長、学校法人立教学院元理事長。高崎市立短期大学（現・高崎経済大学）初代学長。

## 人物・経歴
1895年3月、大阪府和泉市松尾寺町で河西仲次郎の四男として生まれる。
1912年3月、大阪府立堺中学校卒業、1917年7月、第一高等学校独法科卒業し、同年9月、東京帝国大学法学部政治学科入学。1920年9月、東京帝国大学法学部政治学科卒業。同年10月、大原社会問題研究所助手に就任。同年11月、安藤文子と結婚する。
1923年3月、大原社会問題研究所の財政的な問題から規模縮小のために、同僚の林要らとともに同研究所を離れる。同年4月、立教大学商学部教授に就任。前月に発足した立教大学経済学研究会は、河西を教授に迎え、門下に40余名の会員を擁した。
1932年9月に、杉浦貞二郎の後任として木村重治が立教大学学長に就任し、経済学部長を兼任すると、経済学科長に河西太一郎、商学科長に須藤吉之祐が着任した。1941年5月、立教大学経済学部長に就任する。1943年7月、立教大学教授および経済学部長を辞任し、1944年5月、調査研究動員本部業務局次長に就任。1945年5月、同次長を辞職。
1946年1月、立教大学経済学部教授会および学生の要望により、立教大学教授に再任し、同年5月、同大学経済学部長に就き、同経済学部の再建に貢献する。
1949年8月、財団法人立教学院理事に就任し、立教大学の経営に尽力。1950年4月、立教大学学生人事部長を兼任。立教大学体育会硬式庭球部長も長く務めた。
1952年、高崎市立短期大学学長兼任。
1953年1月、立教大学経済学博士となり、1955年6月、文部省大学設置委員会常任委員に就任。1959年6月、立教大学経済学部長を辞任。
1970年10月から翌年8月まで、立教学院理事長を務めた。同年、定年を迎え、立教大学名誉教授に就任。

## 主な著書
- 『農業問題研究』改造社 1926年
- 『マルクス主義に於ける農業理論の発展』研進社 1946年

## 主な訳書
- 『社会主義と農業問題』ミルユーティン 同人社書店 1925年
- 『農業の社会化』カアル・カウツキイ、カアル・マルヒオニニ 訳編 同人社書店 1925年
- 『土地問題論』W.リープクネヒト 改造社 1928年